# Autopoiesis
Autopoiesis är ett sociologiskt begrepp som avser system som har förmågan till självskapande och självbevarande. Termen skapades 1972 av de chilenska biologerna Humberto Maturana och Francisco Varela och kan ses som ett försök att beskriva vad som skiljer liv från icke-liv. En cell är ett exempel på ett autopoietiskt system som kontinuerligt producerar de komponenter det består av. En cirkulär process: ett nätverk av biokemiska processer som skapar ett membran, cellmembranet som innesluter det nätverk av processer som producerar membranet. Detta blir det som skiljer liv från icke-liv. Liv är autonomt, självproducerande och strukturellt kopplat till sin omgivning. Systemen utmärker sig alltså dels genom att de inte är skapade endogent, och även via att de karaktäriseras av så kallad självrefererande stängning.
Autopoiesis är ett centralt begrepp i den gren av kognitionsforskning som kallas enaktivism. Autopoiesis är det som ger autonomi och "agency". Detta kännetecknar liv och ses som den minimala biologiska formen av kognition. Inom enaktivism är kontinuiteten mellan liv och medvetande central.
Autopoiesisbegreppet finns hos robotforskare som försöker skapa biologiskt inspirerade autonoma robotar. Till exempel beskriver Tom Ziemke problemet med att skapa robotar med känslor. Känslor hos människor är starkt kopplade till att upprätthålla kroppens homeostas. Levande organismer är autopoietiska system; de sysslar med att upprätthålla sig själva. Detta gör inte robotar; de är inte autopoietiska system.
Begreppet utvecklades senare av den tyske sociologen Niklas Luhmann till att gälla sociala system; något Varela kritiserade. Därefter har termen kommit att brukas inom andra vetenskapsområden, såsom systemteori och sociologi, juridik och litteratur.